# Eriocaulon heterogynum
Eriocaulon heterogynum är en gräsväxtart som beskrevs av Ferdinand von Mueller. Eriocaulon heterogynum ingår i släktet Eriocaulon och familjen Eriocaulaceae. Inga underarter finns listade i Catalogue of Life.